# Świecie Kołobrzeskie
Świecie Kołobrzeskie [ˈɕfjɛt͡ɕɛ kɔwɔˈbʐɛskʲɛ] (tiếng Đức: Schwedt)  là một ngôi làng thuộc khu hành chính của Gmina Siemyśl, thuộc hạt Kołobrzeg, West Pomeranian Voivodeship, ở phía tây bắc Ba Lan. Nó nằm khoảng 5 kilômét (3 mi) phía tây Siemyśl, 17 km (11 mi) về phía tây nam của Kołobrzeg và 90 km (56 mi) về phía đông bắc của thủ đô khu vực Szczecin.